# Siderina (protista)
Siderina es un género de foraminífero bentónico considerado homónimo posterior de Siderina Dana, 1848, y sustituido primero por Pokorneyella y después por Pokorneyellina, el cual es considerado a su vez un sinónimo posterior de Arnaudiella de la subfamilia Lepidorbitoidinae, de la familia Lepidorbitoididae, de la superfamilia Orbitoidoidea, del suborden Rotaliina y del orden Rotaliida. Su especie tipo era Siderina douvillei. Su rango cronoestratigráfico abarcaba el Campaniense.

## Clasificación
Siderina incluía a la siguiente especie:
- Siderina douvillei †, aceptado como Arnaudiella grossouvrei